# Parque Chas
Parque Chas è un quartiere di Buenos Aires, in Argentina, ripristinato il 6 dicembre 2005, grazie alla legge n. 1907/06, dopo la scissione con il quartiere Agronomía.
Parque Chas è il più piccolo barrio di Buenos Aires ed è delimitato dalle vie La Pampa, Triunvirato, Combatientes de Malvinas, Chorroarín, e Constituyentes. È anche l'unico distretto non organizzato a modello di griglia. Tre strade (Victorica, Avalos e Gándara) si riuniscono nel centro del quartiere che costituiscono un incrocio di sei punti di intersezione.
La principale caratteristica del quartiere è l'esistenza, nel suo centro storico, di una serie di circolari strade con nomi di città europee che hanno dato la fama di essere un vero e proprio labirinto (per esempio, Ginevra, Cadice, Dublino, Londra, Berlino, Atene, Napoli, Torino, Mosca, Belgrado, Amburgo ecc.)
Ci sono due piccoli parchi all'interno del quartiere.

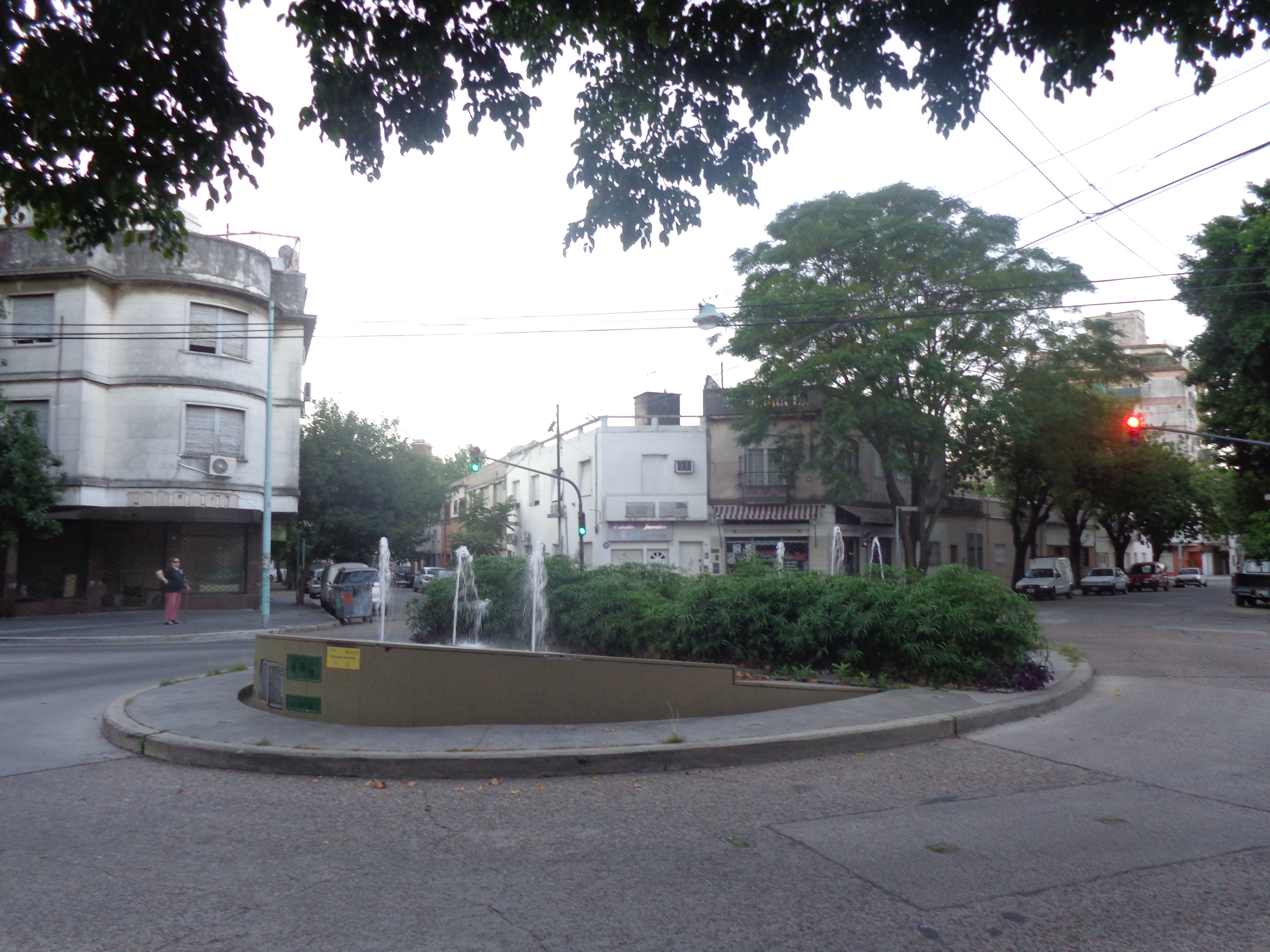
Centro di Parque Chas

Per evidenziare il contrasto con il resto della città, diversi autori (come Alejandro Dolina) hanno ricordato Parque Chas come un luogo dove ci si può perdere, letteralmente o metaforicamente.